# Lau Buluh
Lau Buluh is een bestuurslaag in het regentschap Karo van de provincie Noord-Sumatra, Indonesië. Lau Buluh telt 810 inwoners (volkstelling 2010).